# Floriane Bascou
Pour les articles homonymes, voir Bascou.
Floriane Bascou, née le 9 janvier 2002 au Lamentin en Martinique, est une reine de beauté française. Elle est élue Miss Martinique 2021 puis Première Dauphine de Miss France 2022. Elle représente également la France au concours Miss Univers 2022 qui se tient à La Nouvelle-Orléans, en Louisiane.

## Biographie
Floriane Bascou est née et vit au Lamentin en Martinique. Elle est la sœur du médaillé olympique Dimitri Bascou. 

## Concours de beauté

### Miss Martinique 2022
Le 24 octobre 2021, Floriane Bascou est élue Miss Martinique face à huit autres candidates à Fort-de-France et succède à Sephorah Azur.

### Miss France 2022
En tant que Miss Martinique, Floriane Bascou représente la Martinique au concours Miss France 2022 qui se déroule le 11 décembre 2021 au Zénith de Caen en Normandie. Lors de l'élection, elle se qualifie dans le Top 15 puis dans le Top 5 et terminera finalement 1re dauphine de Miss France 2022.

### Miss Univers 2022
Après que Diane Leyre (Miss France 2022) a été contrainte de ne pas participer au concours international, l'organisation Miss France confirme le 11 octobre 2022 qu'elle nomme Floriane Bascou pour représenter la France au concours Miss Univers 2022 qui a lieu le 14 janvier 2023 à La Nouvelle-Orléans, aux États-Unis. Elle est désormais la toute première Miss Martinique à représenter la France au concours de Miss Univers. Son costume national de style caribéen réalisé par le créateur KenVee Clothing représente la fête nationale française du 14 juillet. Elle est éliminée aux portes du Top 16.